# Memli Krasniqi
Memli Krasniqi, född 25 januari 1980 i Pristina, är en albansk politiker. Han är sedan den 3 juli 2021 partiledare för PDK.